# Antonio Caggiano
Pour les articles homonymes, voir Caggiano (homonymie).
Antonio Caggiano, né le 30 janvier 1889 à Coronda dans la province de Santa Fe en Argentine et mort le 23 octobre 1979 à Buenos Aires, est un cardinal argentin de l'Église catholique, créé par le pape Pie XII en 1946.

## Biographie
Antonio Caggiano fait de travail pastoral à Santa Fe et y est professeur au séminaire. Il est aumônier national de l'Action catholique en 1931-1933 et vicaire général des militaires. En 1934 il est élu évêque de Rosario.
Le pape Pie XII le crée cardinal  lors du consistoire du 18 février 1946. Au nom du gouvernement argentin, il propose  en 1946 l'Argentine comme refuge des criminels de guerre français, qui s'abritent au Vatican. Le cardinal Caggiano demande le pardon pour le criminel de guerre Adolf Eichmann, qui s'était réfugié en Argentine .  Il est poursuivi par le régime peroniste en  1955. En 1959, Antonio Caggiano est promu archevêque de l'archidiocèse de Buenos Aires. Dans les années 1960, il est un sympathisant ouvert des militaires argentins, qui agissent contre les mouvements communistes dans le pays.
Le cardinal Caggiano participe au conclave de 1958, à l'issue duquel Jean XXIII est élu et au conclave de 1963 (élection de Paul VI), mais ne peut participer aux conclaves de 1978 (élection de Jean-Paul Ier puis de Jean-Paul II), ayant dépassé la limite de 80 ans.
Il participe au concile Vatican II en 1962-1965.
Il devient le cardinal le plus âgé du Sacré Collège à la mort du cardinal italien Alberto di Jorio le 15 septembre 1979. À son propre décès le 23 octobre 1979, c'est le brésilien Carlos Carmelo de Vasconcelos Motta qui lui succède comme cardinal le plus âgé.

## Succession apostolique
Antonio Caggiano a ordonné les évêques suivants :
- Évêque Silvino Martínez (es) (1946)
- Évêque Francisco Juan Vénnera (1956)
- Évêque Carlos María Cafferata (1956)
- Évêque Victorio Manuel Bonamín (es), S.D.B. (1960)
- Évêque Benito Epifanio Rodríguez (de) (1960)
- Évêque Jorge Gottau (es), C.SS.R. (1961)
- Archevêque Vicente Faustino Zazpe (es) (1961)
- Évêque Mauricio Eugenio Magliano (es), S.D.B. (1961)
- Évêque Manuel Augusto Cárdenas (1962)
- Évêque Jorge Carlos Carreras (fi) (1962)
- Évêque Ernesto Segura (de) (1962)
- Évêque Oscar Félix Villena (de) (1962)
- Évêque Luis Juan Tomé (en) (1963)
- Évêque Mario Picchi, S.D.B. (1970)
- Évêque Adolfo Roque Esteban Arana (de) (1973)
- Archevêque Horacio Alberto Bózzoli (es) (1973)